# Страшимиров, Антон
Антон Тодоров Страшимиров (15 июня 1872, Варна, Османская империя — 7 декабря 1937, Вена, Австрия) — болгарский писатель-демократ, драматург, публицист, журналист.

## Биография
Сын мастерового-каменщика. Брат Димитра Страшимирова (1868—1939), историка и писателя. Рано осиротев, долгие годы вел скитальческую жизнь. Был рабочим, служащим. Окончил сельскохозяйственную школу, работал сельским учителем. Позже слушал лекции на историко-филологическом факультете университета в Берне. Занимался активной просветительской деятельностью.

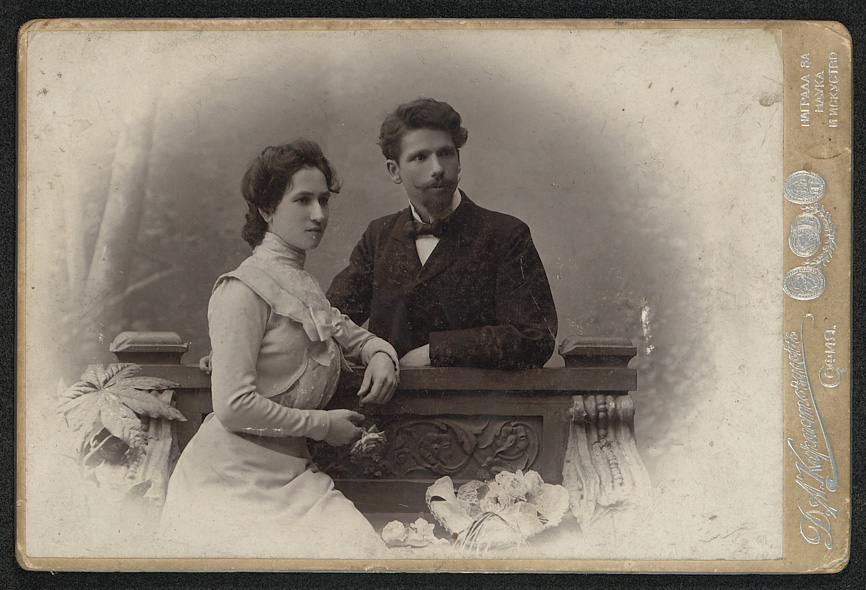
А. Страшимиров с женой

Увлекся народничеством. Редактировал вестник «Глас от Изток» в Бургасе. Участвовал в македонском народно-освободительном движении в качестве четника у Я. Санданского.
Избирался депутатом Народного собрания Болгарии в 1911 и 1929 годах. С 1901 издавал журнал «Наша жизнь» («Наш живот»), который редактировал вместе с Кириллом Генчевым Христовым. Сотрудничал в социал-демократических изданиях, пропагандировал социалистические идеи.
После младотурецкой революции в Салониках издавал вместе с Г. Петровым журнал «Културное единство».
Рядовым участвовал в Первой Балканской войне.  В годы Первой мировой войны — военный корреспондент и сотрудник газеты «Военни известия» и журнала «Отечество». После войны — редактор общественно-культурного журнала «Наши дни» (1921). Создатель и редактор в 1922—1923 годах «Болгарской общедоступной библиотеки».

## Творчество
Пребывание в разных глухих уголках Болгарии дали А. Страшимирову большой запас наблюдений.
Литературный дебют Страшимирова состоялся в 1890 году.
Автор более 30 томов и сборников рассказов, очерков, повестей, романов, драматургических произведений и статей по всевозможным вопросам литературы и общественности.
Из наиболее крупных художественных произведений можно отметить:
- романы «Смутное време» (1899), «Есенни дни» (1902), «Среща» (1904), «Бена» (1921, 2 изд., 1927), «Без пѫть» (1919), «Хоро» (1926), «Роби» (1930);
- повести и рассказы — «Смех и сълзи» (сборник, 1897), «Кръстопът» (1903), «Преход» (1926) и другие;
- драмы — «Сватба в Болярово» (1900), «Вампир» (1902), «Отвѫд» (1906), «Към слънцето» (1917), «Ревека», «Към слънцето» («Отрешени»), «Свети Иван Рилски», «Над безкръстни гробове» и др.;
- комедии — «Мрак» (1901), «Свекърва» (1906) и др.

В своих многочисленных произведениях из сельского быта и жизни городской интеллигенции писатель дает широкую картину классовой борьбы и разложения болгарской буржуазии. В его творчестве также глубоко раскрыта крестьянская тема.
В одном из лучших произведений Страшимирова — романе «Хоро» (1926), с особой силой звучали антифашистские мотивы.

## Память
В честь писателя названо село в Варненской области Болгарии — Страшимирово.